# Protectorado español de Camboya
El Protectorado español de Camboya fue un estado vasallo del Imperio Español brevemente controlado desde 1597 hasta 1600. Este territorio fue dominado por los españoles desde la guerra hispano-camboyana, en la que conquistadores españoles apoyaron al rey camboyano Barom Reachena II durante las guerras internas de Camboya de la Edad Oscura Camboyana. El rey Reachea II aceptó la condición de ser vasallo y tributario de España tras ser nombrado monarca, pero tanto el monarca como sus partidarios extranjeros fueron asesinados por musulmanes malayos dos años después de la fundación del protectorado.

## Historia

### Guerras española-camboyanas
Sobre el 1583, el gobernador de las Filipinas Santiago de Vera informó a Felipe II de que el rey de Camboya había solicitado la ayuda española puesto que el reino de Ayutthaya no cesaba de efectuar ataques militares contra el Imperio Jemer, los cuales amenazaban constantemente contra la integridad territorial del Imperio Camboyano. En el 1592, bajo la solicitud de asistencia militar de Camboya, llegaron al imperio jemer los exploradores y conquistadores Blas Ruiz de Hernán González y Diogo Veloso, ambos llamados por la Monarquía Hispánica para formar parte de una gran serie de operaciones militares en suelo camboyano. Comenzaron su viaje en Camboya, donde conocieron al rey Satha I.Después de una prolongada guerra con los birmanos, el imperio Ayutthaya bajo el rey Naresuan, comenzó a reconquistar los territorios jemeres alrededor de Battambang y Pursat en 1591, dando inicio a la una nueva guerra en suelo camboyano. Después de ser bloqueados, los siameses lucharon contra otra invasión birmana y regresaron en 1593. Flanqueados en Pursat, el ejército jemer se retiró a Babaur en Kampong Chhnang, que luego fue rodeada.
El príncipe camboyano Soryopor, tío del rey Chey Chettha, logró salir del cerco con 1.000 hombres, mientras que el resto de la fuerza defensora murió. Después de llegar a Longvek, Soryopor asumió el mando directo de las defensas ya que su hermano ya había abandonado la ciudad. Con la ayuda de mercenarios españoles y portugueses, Soryopor reforzó las murallas con cañones y púas, y envió mensajes de ayuda a los vietnamitas y al gobernador español en Manila. Los restos de la armada camboyana fueron derrotados y las fuerzas invasoras sitiaron Longvek, comenzando un asedio. Los ingenieros siameses construyeron movimientos de tierra más altos que las murallas de la ciudad y comenzaron a disparar contra Longvek. Luego, los defensores construyeron un segundo muro para protegerse. El 3 de enero de 1594, tras una preparación de artillería de una hora, el ejército de Naresuan irrumpió en la ciudad utilizando elefantes de guerra para atravesar las puertas de la ciudad. 90.000 camboyanos, incluido el príncipe Soroypor, fueron llevados a Ayutthaya.
Tras un viaje del marinero Blas Ruíz, este quedó cautivo. El junco donde el español estaba como prisionero, sufrió de un motín entre sus tripulantes, pues se conformaba en su mayoría por esclavos y sus señores. Finalmente, los chinos suprimieron a los siameses y asesinaron a los motineros.Tras ello, Blas Ruiz, mientras veía cómo los chinos empezaban a matarse entre sí por el reparto del botín, se alió con el resto de prisioneros, entre los que se encontraban varios mercenarios japoneses. Organizaron un segundo motín y los japoneses fueron convencidos de dirigirse a Manila, donde encontrarían refugio y recompensa.
Diego Veloso llegó a Siam en otro barco y fue liberado al afirmar ser solo un comerciante con negocios casuales en Longvek. Convenció al rey de liderar una expedición en busca del barco desaparecido de Ruiz y el botín. En el mar, una tormenta devastó su escolta. A pesar de la muerte repentina del capitán, Veloso convenció a la tripulación de seguir buscando el barco perdido. Finalmente, el barco se dirigió a Malaca, donde fueron capturados y el barco confiscado por las autoridades portuguesas.
Tras la victoria siamesa, españoles y portugueses fugados de Camboya llegaron a Filipinas. Algunos, posiblemente Veloso y Ruiz, persuadieron al gobernador Luis Pérez Dasmariñas de que la agitación en Camboya podría beneficiar a la corona española.
Con la intención de cristianizar la región y abrir una nueva ruta hacia China, tres barcos con 120 soldados españoles, tanto peninsulares como de America, junto con mercenarios japoneses y filipinos y algunos monjes misioneros, fueron enviados a Camboya bajo el mando de Suárez Gallinato. El barco de Bias Ruiz fue el único que llegó a Camboya. El barco de Veloso naufragó cerca del delta del Mekong y Gallinato se vio obligado a dirigirse a Malaca debido al mal tiempo. Veloso finalmente se reunió con Blas Ruiz cerca de Chaktomuk (Phnom Penh) en marzo de 1596.
Mientras tanto, Preah Ram I, un usurpador, había tomado el trono camboyano después de que la familia real huyera a Laos debido a las constantes incursiones sobre territorio camboyano. Ruiz y Veloso se reunieron con el rey usurpador, a quien engañaron explicando su intención de actuar como árbitros imparciales en la solución del problema de la sucesión dinástica para lograr la paz en la región. También prometieron establecer relaciones comerciales entre España y Camboya. Las negociaciones empezaron mal para los españoles. La colonia china en la capital, compuesta por unas tres mil personas, se sintió amenazada por los europeos y preocupada por sus intereses comerciales en el país. Comenzaron a sabotear los barcos españoles y a menospreciar a los soldados europeos, considerándolos bárbaros. Durante una disputa de cartas, varios chinos mataron a dos españoles y a un japonés. Esto llevó a una escaramuza en la capital donde murieron más de trescientos chinos y los europeos se apoderaron de todos los barcos en el puerto.

### El ataque a Preah Ram I y proclamación del protectorado
Tan pronto como el rey fue alertado por la comunidad china, exigió la devolución de los barcos y la presencia de los capitanes españoles en su palacio. Temiendo una trampa, los capitanes no asistieron a la reunión y, después de dos días acampados a las puertas de la ciudad, cruzaron a la residencia real durante la noche. Con solo cuarenta españoles y veinte japoneses, incendiaron los almacenes, irrumpieron en los aposentos reales, dispararon sus mosquetes y mataron al rey de un disparo en el pecho.
Algunos capitanes regresaron a Manila, mientras que Ruiz y Veloso tomaron los mejores barcos, reclutaron lugareños y saquearon la capital. Luego, continuaron su plan de ir a Laos para encontrar al rey legítimo y restaurarlo en Camboya.
En Laos, descubrieron que Satha había muerto de fiebre y que el heredero era un niño de doce años, Barom Reachea. El niño estaba asistido por un consejo de regencia compuesto por mujeres, lo que los europeos consideraban una debilidad.
Ruiz y Veloso se dieron cuenta de que ganarse el favor de las mujeres les daría más poder sobre el niño. Convencieron a la familia real para que regresara a Camboya y los escoltaron hasta la capital. Después de los combates, el país aceptó la coronación del niño rey bajo la tutela de su madrastra como regente, quien también se convirtió en amante de Blas Ruiz.
El rey nombró a Blas Ruiz y Diego Veloso como gobernadores de Ba Phnum y Treang, respectivamente, bajo el nuevo protectorado español.

### Decadencia
En 1598, el gobernador de Filipinas envió una expedición a Camboya con dos barcos y doscientos soldados, junto con misioneros católicos. Aunque la corte jemer inicialmente los recibió bien, debido a la mala administración jemer sobre la flota, los soldados de esta fueron emboscados por un ejército de mercenarios malayos y chinos.Veloso pidió refuerzos, pero el gobernador Pérez Dasmariñas se negó, aunque envió un grupo de voluntarios y un fraile dominico con comerciantes a Longvek.
Ruiz aprovechó la mala situación y acudió a los tribunales con una carta falsificada del gobernador de Manila, exigiendo que el rey camboyano pagara por los servicios prestados a él y a sus hombres y que le diera un terreno para la construcción de una fortaleza. El niño rey se disculpó y autorizó la construcción del fuerte. El contingente español se encontraba en el terreno ultimando los preparativos para iniciar la construcción del nuevo fuerte cuando los mercenarios malasios musulmanes asaltaron su campamento. El niño rey resultó asesinado por los jemeres rebeldes.
Los españoles contraatacaron y, en represalia, asaltaron la capital, masacrando a la población civil de malayos, chinos, jemeres, siameses y laosianos en la cosmopolita Longvek. Temiendo la construcción de una fortaleza española, que haría a los europeos casi invencibles detrás de los muros de piedra y la artillería, se formó una coalición de comunidades asiáticas, se armaron y masacraron a todos los occidentales de la ciudad, tanto militares como religiosos, junto con los japoneses. Sólo un español y un puñado de filipinos sobrevivieron, mientras que el paradero de Blas Ruiz y Veloso quedó como desconocido.

### Desintegración del protectorado
La derrota española se produjo en un momento en que la suerte del imperio comenzaba a cambiar. Felipe II murió en 1598 y su hijo Felipe III se enfrentó a rebeliones en todas las colonias del imperio.
Kaev Hua I puso fin oficialmente al protectorado español en 1600, el mismo año en que su tío, Soryopor, que había sido encarcelado por los siameses, regresó al país con la ayuda de sus antiguos captores para tomar el trono. Lo logró en 1603 y la capital se trasladó a Oudong. Camboya había caído ahora bajo el control de los siameses y durante los siglos siguientes alternaría entre monarcas con reinados breves bajo la yema de Siam o Vietnam.